# ペンデルトン・ウォード
ペンデルトン・ウォード（Pendleton Ward、1982年7月8日 - ）は、アメリカ合衆国のアニメーター、脚本家。

## 経歴
テキサス州のサンアントニオで育つ。
2005年にCalArts（Walt Disneyが創立した美術大学）のキャラクターアニメーション学科を卒業。
はじめての仕事が「Adventure Time」の原型となるプロジェクトであった。

## 作品

### テレビアニメ
- Random! Cartoons出展作品
  - Adventure time（2008年）原作、監督、絵コンテ、演出、キャラクターデザイン、録音監督、OP作詞作曲・歌唱
  - Bravest Warriors（2009年）原作、監督、絵コンテ、演出、キャラクターデザイン
- The Marvelous Misadventures of Flapjack（2008年 - 2010年）ストーリーボードアーティスト、脚本
- アドベンチャー・タイム（2010年 - 現在）原作、総監督、ストーリー原案、脚本＆絵コンテ、OP作詞作曲・歌唱
- Over the Garden Wall（2014年）脚本&絵コンテ

### WEBアニメ
- Bravest Warriors（2012年 - 現在）原作
- Bee and PuppyCat（2014年）アニマティクス編集、録音監督　※1話のみ

### ゲーム
- Adventure Time: Hey Ice King! Why'd You Steal Our Garbage?!!（2012年）原作、脚本
- Adventure Time: Explore the Dungeon Because I Don't Know!（2014年）原作、脚本

### その他
- International Music Feedジングル
  - Sneezy（時期不明） 監督、Pudgy Squat / Hobo / Moon Man作画担当
  - Small Buttons（時期不明） 監督、Big Green Guy / Pink Fee作画担当
- Sound Slips MTV（2008年）アニメーション

## 参考
- 連載・マシュー・ワォルドマン｜Vol.22 「Pendleton Ward氏にインタビュー」